# Primarias presidenciales del Partido Demócrata de 1988
Del 8 de febrero al 14 de junio de 1988, los votantes del Partido Demócrata eligieron a su candidato a presidente en las elecciones presidenciales de Estados Unidos de 1988.
Estas primarias están caracterizadas por el gran número de candidatos con posibilidades que hizo que hasta las últimas primarias no hubiera favoritos claros.
El gobernador de Massachusetts, Michael Dukakis, fue seleccionado como candidato a través de una serie de elecciones primarias y caucus que culminaron en la Convención Nacional Demócrata de 1988 celebrada del 18 al 21 de julio de 1988 en Atlanta, Georgia.

## Antecedentes
Habiendo sido severamente derrotados en las elecciones presidenciales de 1984, los demócratas en 1985 y 1986 estaban ansiosos por encontrar un nuevo enfoque para ganar la presidencia. Crearon el Consejo de Liderazgo Democrático (DLC), con el objetivo de reclutar un candidato para las elecciones de 1988.
Los buenos resultados en las elecciones de medio mandato de 1986 (que dieron como resultado que los demócratas recuperaran el control del Senado después de seis años de gobierno republicano) y el continuo escándalo del Irán-Contra les dio confianza a los demócratas en el período previo a la temporada de primarias.

## Candidatos

### Nominado
| Candidato | Candidato       | Nacimiento                                                 | Experiencia                                    | Estado        | Resultados         | Resultados | Campaña                                              |
| Candidato | Candidato       | Nacimiento                                                 | Experiencia                                    | Estado        | Voto Popular       | Estados ganados | Campaña                                              |
| --------- | --------------- | ---------------------------------------------------------- | ---------------------------------------------- | ------------- | ------------------ | --- | ---------------------------------------------------- |
|           | Michael Dukakis | 3 de noviembre de 1933 (54 años) Brookline, Massachusetts. | Gobernador de Massachusetts (1983-91, 1975-79) | Massachusetts | 9,817,185 (42.75%) | 30 (NH, MN, ME, FL, HI, ID, MD, MA, RI, TX primaria, WA, AS, ND, KS, CT, CO, WI, AZ, NY, UT, PA, IN, OH, NE, WV, OR, CA, MT, NJ y NM) | Candidatura anunciada: 29 de abril de 1987 (Campaña) |

### Retirados durante las primarias o la convención
Los candidatos en esta sección suspendieron su campaña después del inicio de las primarias o en la convención.
| Candidato | Candidato     | Nacimiento                                                   | Experiencia                                                               | Estado           | Resultados         | Resultados                                                                 | Campaña                                                                                     |
| Candidato | Candidato     | Nacimiento                                                   | Experiencia                                                               | Estado           | Voto Popular       | Estados ganados                                                            | Campaña                                                                                     |
| --------- | ------------- | ------------------------------------------------------------ | ------------------------------------------------------------------------- | ---------------- | ------------------ | -------------------------------------------------------------------------- | ------------------------------------------------------------------------------------------- |
|           | Jesse Jackson | 8 de octubre de 1941 (46 años) Greenville, Carolina del Sur. | Activista por los derechos civiles Candidato a la presidencia en 1984     | Carolina del Sur | 6,685,699 (29.12%) | 14 (AL, GA, LA, MS, VA, TX caucus, AK, SC, PR, VT caucus, MI, VI, DE y DC) | Candidatura anunciada:10 de octubre de 1987 Campaña suspendida en la convención (Campaña)   |
|           | Al Gore       | 31 de marzo de 1948 (40 años) Washington D. C.               | Senador por Tennessee (1985-1993) Representante por Tennessee (1977-1985) | Tennessee        | 3,145,516 (13.70%) | 7 (WY, AR, KY, NV, NC, OK y TN)                                            | Candidatura anunciada:11 de abril de 1987 Campaña suspendida: 21 de abril de 1988 (Campaña) |
|           | Paul Simon    | 29 de noviembre de 1928 (59 años) Eugene, Oregón.            | Senador por Illinois (1985-1997) Representante por Illinois (1975-1985)   | Illinois         | 1,018,136 (4.43%)  | 1 (IL)                                                                     | Candidatura anunciada:18 de mayo de 1987 Campaña suspendida: 7 de abril de 1988             |
|           | Dick Gephardt | 31 de enero de 1941 (47 años) San Luis, Misuri.              | Representante por Misuri (1977-2005)                                      | Misuri           | 1,388,356 (6.05%)  | 3 (IA, SD y MO)                                                            | Candidatura anunciada:23 de febrero de 1987 Campaña suspendida: 29 de marzo de 1988         |
|           | Gary Hart     | 28 de noviembre de 1936 (51 años) Ottawa, Kansas.            | Senador por Colorado (1975-1987) Candidato a la presidencia en 1984       | Colorado         | 389,003 (1.69%)    | 0                                                                          | Candidatura anunciada:13 de abril de 1987 Campaña suspendida: 11 de marzo de 1988           |

Otros candidatos notables que hicieron campaña por la nominación, pero que recibieron menos del 1% del voto nacional incluyeron:
- Ex gobernador de Arizona Bruce Babbitt (se retiró el 16 de febrero de 1988)[9]
- Activista y teórico de la conspiración Lyndon LaRouche.
- Ex Gran Mago del Ku Klux Klan David Duke (se retiró el 13 de marzo de 1988, cuando aceptó la nominación para ser el candidato del Partido Populista).[10]
- Representante James Traficant de Ohio.[11]
- Representante Douglas Applegate de Ohio.

### Retirados antes de las primarias
Los candidatos en esta sección suspendieron su campaña antes del inicio de las primarias.
| Candidato     | Nacimiento                                              | Experiencia                            | Estado   | Campaña                                                                                         |
| ------------- | ------------------------------------------------------- | -------------------------------------- | -------- | ----------------------------------------------------------------------------------------------- |
| Joe Biden     | 20 de noviembre de 1942 (46 años) Scranton, Pensilvania | Senador por Delaware (1973-2009)       | Delaware | Candidatura anunciada:9 de junio de 1987 Campaña suspendida: 23 de septiembre de 1987 (Campaña) |
| Pat Schroeder | 30 de julio de 1940 (47 años) Portland, Oregón          | Representante por Colorado (1973-1997) | Colorado | Comité formado:5 de junio de 1987 Comité suspendido: 28 de septiembre de 1987                   |

### Rehusó ser candidato
- Lloyd Bentsen, senador de Texas (1971-93).
- Ted Kennedy, senador de Massachusetts (1962-2009), rehusó el 19 de diciembre de 1985.[16][17]
- Lee Iacocca, empresario, rehusó el 16 de julio de 1986.
- Mario Cuomo, gobernador de Nueva York (1983-94), rehusó el 19 de febrero de 1987.[18]
- Sam Nunn, senador de Georgia (1972-97), rehusó el 27 de agosto de 1987.[19]
- Dale Bumpers, senador de Arkansas (1975-99), rehusó el 21 de marzo de 1987.[20]
- Bill Clinton, gobernador de Arkansas (1983-92), rehusó el 15 de julio de 1987.[21]
- Bill Bradley, senador de Nueva Jersey (1979-97), rehusó el 2 de agosto de 1987.[22][23]
- Chuck Robb, exgobernador de Virginia (1982-86), rehusó el 12 de noviembre de 1987.

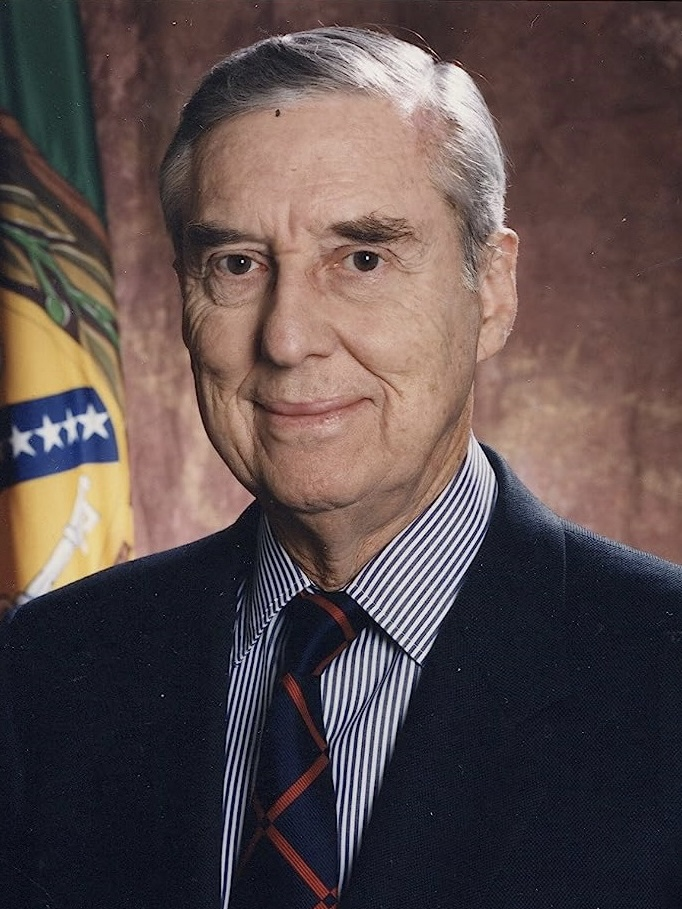
Senador Lloyd Bentsen de Texas
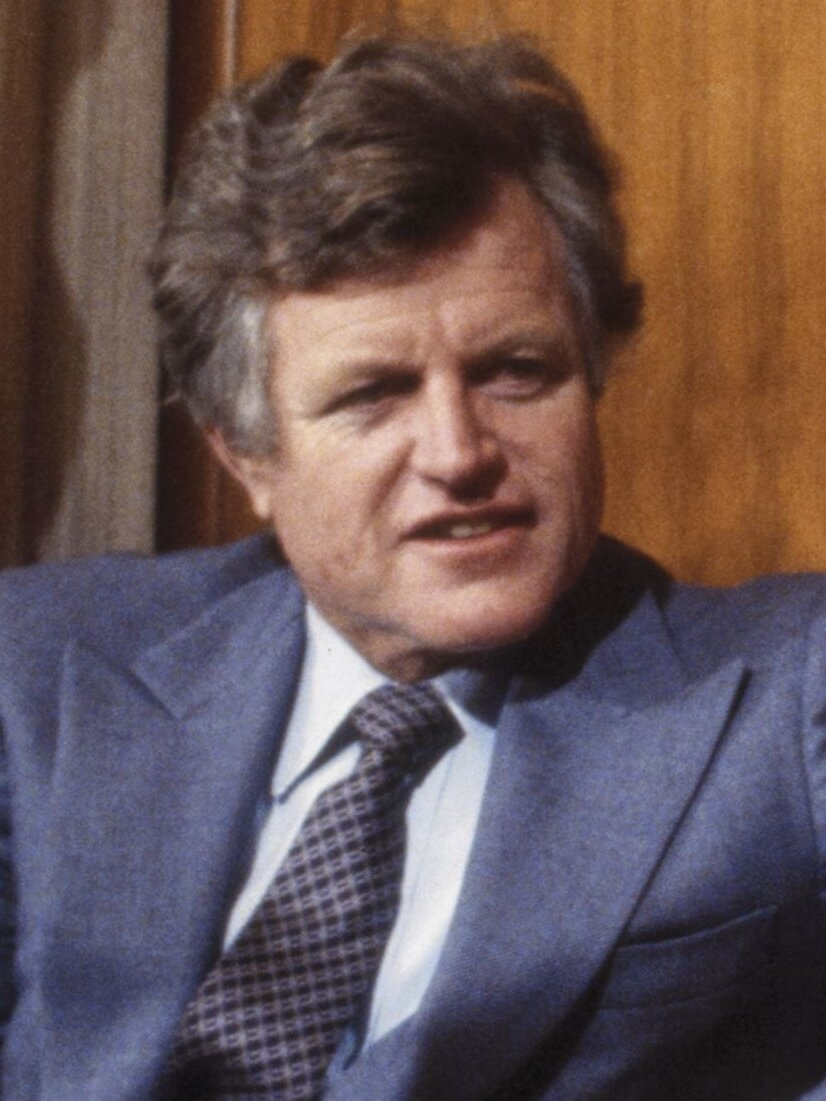
Senador Ted Kennedy de Massachusetts
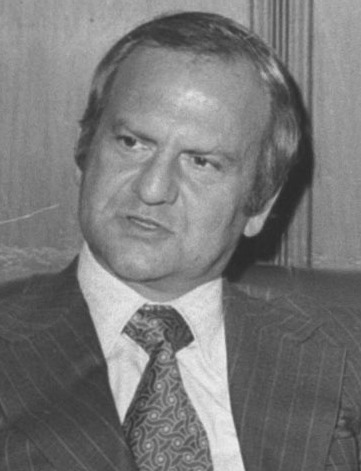
Empresario Lee Iacocca
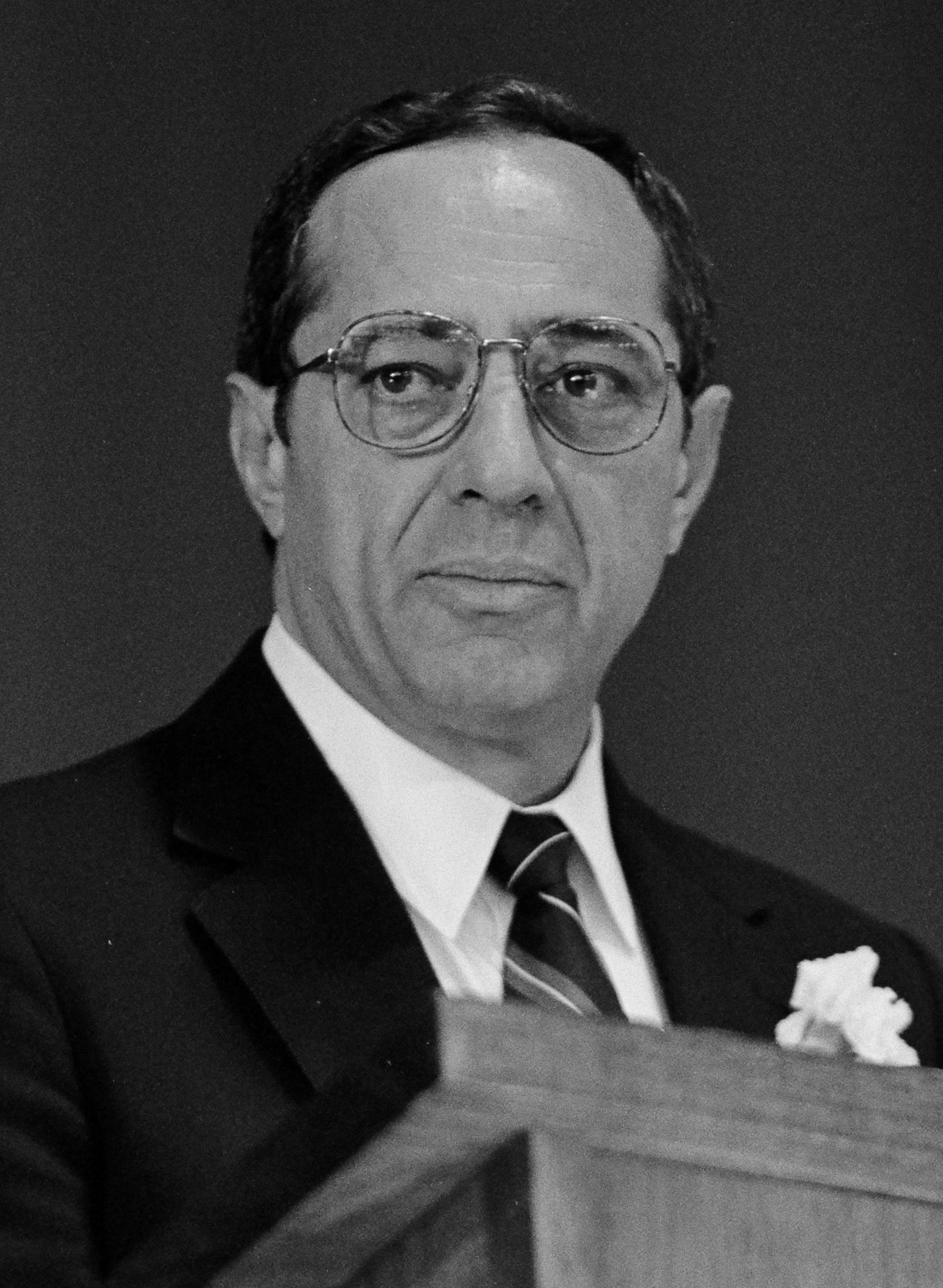
Gobernador Mario Cuomo de Nueva York
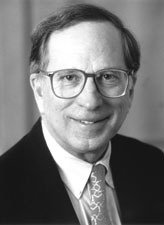
Senador Sam Nunn de Georgia
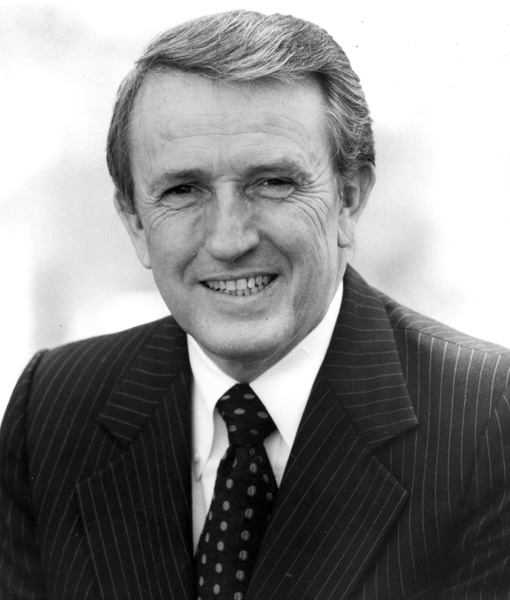
Senador Dale Bumpers de Arkansas
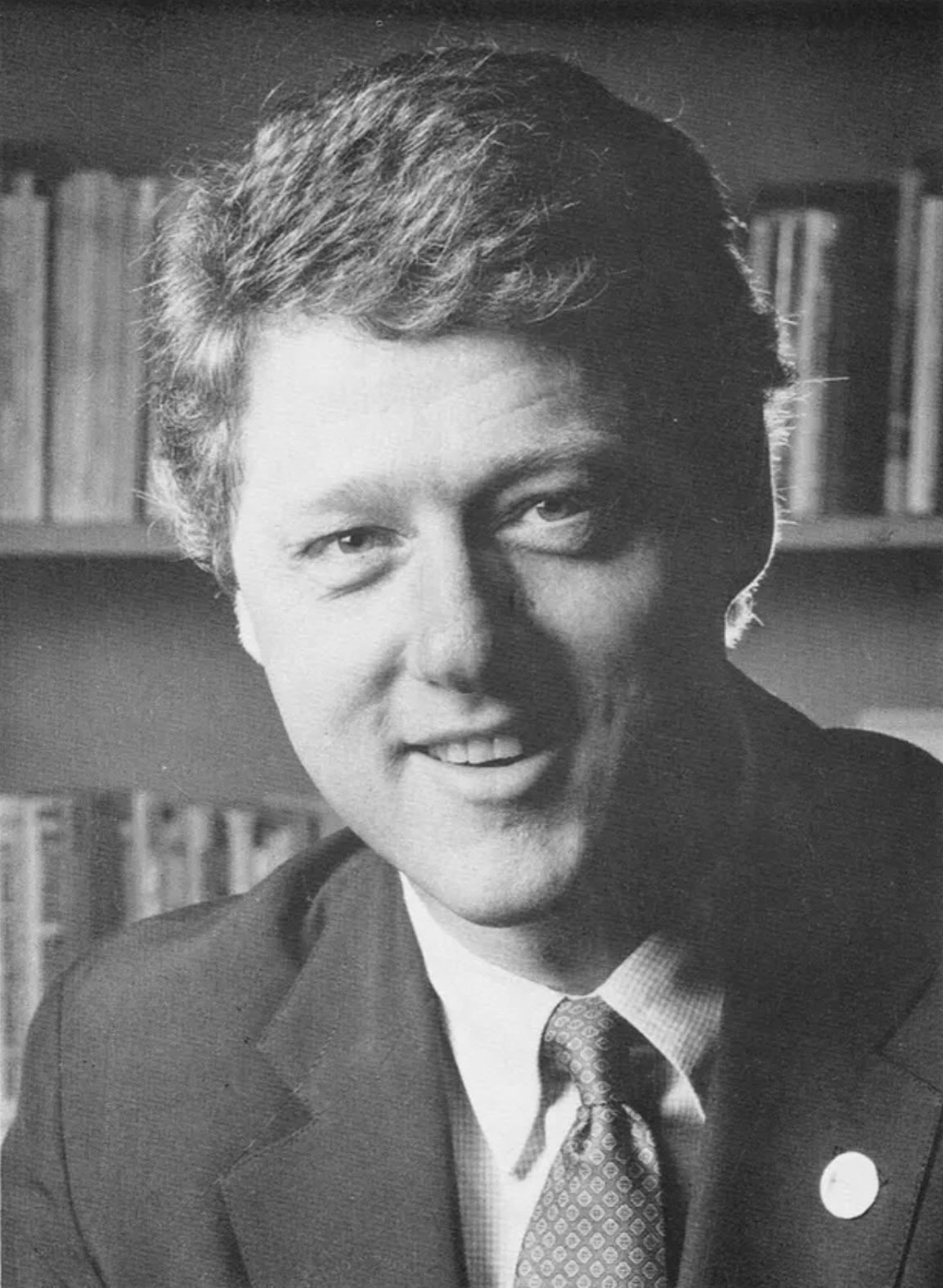
Gobernador Bill Clinton de Arkansas
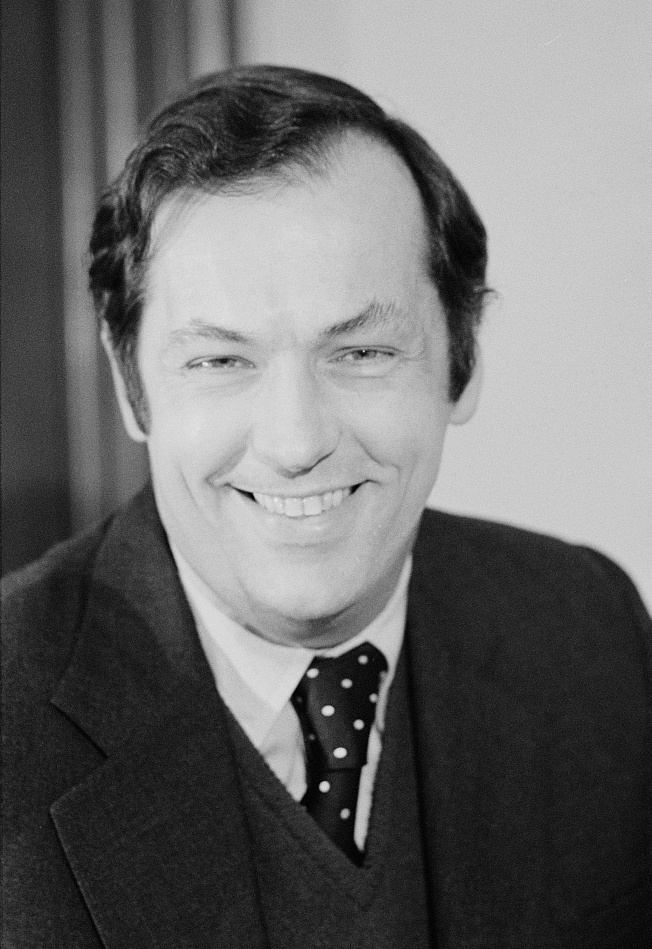
Senador Bill Bradley de Nueva Jersey
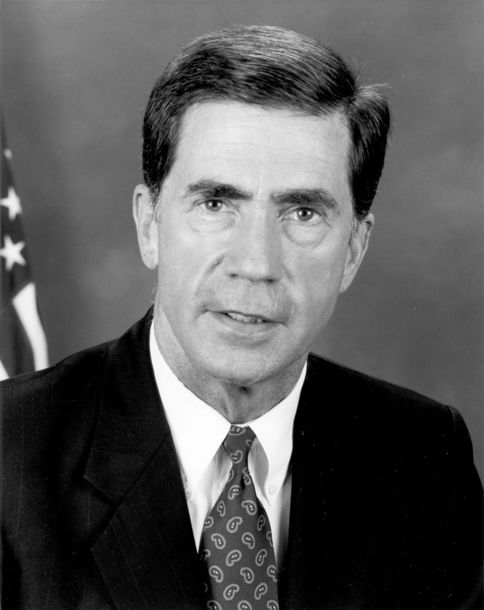
Ex gobernador Chuck Robb de Virginia

## Plataformas de los candidatos
Michael Dukakis se presentó como un liberal con un mensaje populista y proteccionista, haciendo hincapié en su campaña en el Milagro de Massachusetts (periodo de mejora económica en el estado) que ocurrió durante su administración.
Jesse Jackson se presentó como un candidato progresista con políticas muy liberales, con el objetivo de crear una coalición arcoíris, que es una alianza que incluye múltiples grupos étnicos, sociales y sexuales, al igual que incluir a personas progresistas.
Al Gore se presentó como un candidato más conservador apelando a los estados sureños.
Dick Gephardt se caracterizó por su proteccionismo.
'Paul Simon' se presentó como un defensor del liberalismo clásico y de las políticas del New Deal.
Gary Hart cuando relanzo su campaña, se presentó con un mensaje populista aunque sin opciones reales de ganar.

## Apoyos

### Michael Dukakis
- Senador Donald Riegle de Míchigan[32]

### Jesse Jackson
- Senador Ernest Hollings de Carolina del Sur[33]
- Ex gobernador Orval Faubus de Arkansas[34]
- Alcalde Bernie Sanders de Burlington, Vermont[35]
- Alcalde Harold Washington de Chicago, Illinois[36]
- Alcalde Richard Arrington Jr. de Birmingham, Alabama[37]
- Actor y comediante Bill Cosby[38]
- Activista Paul Wellstone[39]
- The Nation[40]

### Al Gore
- Portavoz de la Cámara de Representantes de Georgia Tom Murphy[41]
- Portavoz de la Cámara de Representantes de Texas Gib Lewis[42]
- Portavoz de la Cámara de Representantes de Florida Jon L. Mills[42]

### Dick Gephardt
- Representante Tony Coelho of California[43]
- Representante Martin Frost de Texas[44]
- Representante Marvin Leath de Texas[44]
- Representante Mike Synar de Oklahoma[45]
- Representante Claude Pepper de Florida[46]
- Representante Sander Levin de Míchigan[47]

### Gary Hart
- Actor Warren Beatty[48]

### Paul Simon
- The Des Moines Register[49]

## Convención Nacional Demócrata
La Convención del Partido Demócrata se llevó a cabo en Atlanta, Georgia, del 18 al 21 de julio. El discurso de nominación de Dukakis pronunciado por el gobernador de Arkansas y futuro presidente Bill Clinton fue ampliamente criticado por ser demasiado largo y tedioso.
La tesorera del estado de Texas, Ann Richards (quien dos años más tarde se convirtió en gobernadora del estado) pronunció un memorable discurso de apertura en el que pronunció las líneas "Pobre George (Bush), no puede evitarlo, nació con un pie de plata en la boca". Seis años después, el hijo de Bush, George W. Bush, negaría la reelección de Richards como gobernadora de Texas.

Dado que la mayoría de los candidatos se retiraron y pidieron a sus delegados que votaran por Dukakis, el recuento para presidente fue el siguiente (tengase en cuenta que no todos los delegados votaron por un candidato, habiendo múltiples que obtaron por abstenerse, no votar directamente o que no estaban presentes):
|  | 70.07 % |

|  | 29.68 % |

|  | 0.07 % |

|  | 0.05 % |

|  | 0.05 % |

|  | 0.02 % |

|  | 0.02 % |

Los votos para otros candidatos vienen de Minnesota, 3 votos para Stallings; Delaware, 2 votos para Biden; Luisiana y Texas, 1 voto cada estado para Gephardt; Alaska, 1 voto para Bentsen; Vermont, 1 voto para Hart.
La campaña de Jesse Jackson creía que, dado que habían llegado en un respetable segundo, Jackson tenía derecho al puesto de vicepresidente. Dukakis negó la vicepresidencia a Jackson e intentando apelar a los votantes del sur, al 12 de julio anunciar que Lloyd Bentsen sería su vicepresidente.
Bentsen fue seleccionado en gran parte para asegurar el estado de Texas y mejorar las posibilidades de ganar estados del sur, además de ser comparado por Dukakis con el ticket Massachusetts-Texas de 1960, al ser los integrantes de la candidatura de los mismos estados que los de 1960, en ese caso John F. Kennedy de Massachusetts y Lyndon B. Johnson de Texas como presidente y vicepresidente respectivamente.
Durante el debate vicepresidencial, el candidato republicano y senador Dan Quayle ignoró una confrontación frontal con Bentsen (aparte de la comparación con "Jack Kennedy") y dedicó su tiempo a atacar a Dukakis.

## Debates y Foros
Entre debates y foros se realizaron cerca de 30 eventos en los cuales los candidatos tuvieron la oportunidad de debatir y plantear sus propuestas.

### Debates
Hubo un total de 13 debates.
| Número | Fecha                    | Ubicación                                                         | Patrocinador(es)                                                                         | Moderador(es)             | Referencia(s) |
| ------ | ------------------------ | ----------------------------------------------------------------- | ---------------------------------------------------------------------------------------- | ------------------------- | ------------- |
| 1      | 23 de septiembre de 1987 | Teatro Adler Davenport, Iowa                                      | League of Iowa Municipalities                                                            | Ken Bode                  | [ 58 ]        |
| 2      | 5 de octubre de 1987     | Miami, Florida                                                    | Democratic Leadership Council                                                            | Ted Koppel                | [ 59 ]        |
| 3      | 2 de noviembre de 1987   | Universidad Tulane, Nueva Orleans, Luisiana                       | Democratic Leadership Council Universidad Tulane                                         | Hodding Carter III        | [ 60 ]        |
| 4      | 1 de diciembre de 1987   | Centro John F. Kennedy para las Artes Escénicas, Washington D. C. | NBC                                                                                      | Tom Brokaw                | [ 61 ]        |
| 5      | 24 de enero de 1988      | Universidad de Nuevo Hampshire, Durham, Nuevo Hampshire           | Partido Demócrata de Nuevo Hampshire Universidad de Nuevo Hampshire                      | John Chancellor           | [ 62 ]        |
| 6      | 18 de febrero de 1988    | Dallas, Texas                                                     | Dallas Morning News KERA-TV                                                              | Roger Mudd                | [ 63 ]        |
| 7      | 28 de febrero de 1988    | Houston, Texas                                                    | Sun Broadcast Assn.                                                                      | Walter Cronkite           | [ 64 ]        |
| 8      | 29 de febrero de 1988    | College of William and Mary, Williamsburg, Virginia               | Democratic Leadership Council                                                            | Judy Woodruff             | [ 65 ]        |
| 9      | 14 de abril de 1988      | Nueva York                                                        | WCBS-TV Newsday                                                                          | Les Payne Mike Schneider  | [ 66 ]        |
| 10     | 16 de abril de 1988      | Rochester, Nueva York                                             | Liga de Mujeres Votantes                                                                 | Bernard Shaw Edwin Newman | [ 67 ]        |
| 11     | 22 de abril de 1988      | Universidad de Pensilvania, Filadelfia, Pensilvania               | Universidad de Pensilvania Partido Demócrata de Pensilvania                              | Larry Kane                | [ 68 ]        |
| 12     | 23 de abril de 1988      | Steel Valley High School, Munhall, Pensilvania                    | Universidad Carnegie Mellon United Steelworkers of America Tri-State Conference on Steel | Ray Tannehill             | [ 69 ]        |
| 13     | 25 de mayo de 1988       | San Francisco, California                                         | KQED The Hearst Corporation San Francisco Examiner Los Angeles Herald Examiner           | John McLaughlin           | [ 70 ]        |

#### Participantes
| Candidato   | P Presente A Ausente I Invitado N No invitado NC No en contienda Ab Abandona la contienda | P Presente A Ausente I Invitado N No invitado NC No en contienda Ab Abandona la contienda | P Presente A Ausente I Invitado N No invitado NC No en contienda Ab Abandona la contienda | P Presente A Ausente I Invitado N No invitado NC No en contienda Ab Abandona la contienda | P Presente A Ausente I Invitado N No invitado NC No en contienda Ab Abandona la contienda | P Presente A Ausente I Invitado N No invitado NC No en contienda Ab Abandona la contienda | P Presente A Ausente I Invitado N No invitado NC No en contienda Ab Abandona la contienda | P Presente A Ausente I Invitado N No invitado NC No en contienda Ab Abandona la contienda | P Presente A Ausente I Invitado N No invitado NC No en contienda Ab Abandona la contienda | P Presente A Ausente I Invitado N No invitado NC No en contienda Ab Abandona la contienda | P Presente A Ausente I Invitado N No invitado NC No en contienda Ab Abandona la contienda | P Presente A Ausente I Invitado N No invitado NC No en contienda Ab Abandona la contienda | P Presente A Ausente I Invitado N No invitado NC No en contienda Ab Abandona la contienda |
| Candidato   | 1                                                                                         | 2                                                                                         | 3                                                                                         | 4                                                                                         | 5                                                                                         | 6                                                                                         | 7                                                                                         | 8                                                                                         | 9                                                                                         | 10                                                                                        | 11                                                                                        | 12                                                                                        | 13                                                                                        |
| ----------- | ----------------------------------------------------------------------------------------- | ----------------------------------------------------------------------------------------- | ----------------------------------------------------------------------------------------- | ----------------------------------------------------------------------------------------- | ----------------------------------------------------------------------------------------- | ----------------------------------------------------------------------------------------- | ----------------------------------------------------------------------------------------- | ----------------------------------------------------------------------------------------- | ----------------------------------------------------------------------------------------- | ----------------------------------------------------------------------------------------- | ----------------------------------------------------------------------------------------- | ----------------------------------------------------------------------------------------- | ----------------------------------------------------------------------------------------- |
| M. Dukakis  | P                                                                                         | P                                                                                         | P                                                                                         | P                                                                                         | P                                                                                         | P                                                                                         | A                                                                                         | P                                                                                         | P                                                                                         | P                                                                                         | P                                                                                         | P                                                                                         | P                                                                                         |
| J. Jackson  | P                                                                                         | P                                                                                         | P                                                                                         | P                                                                                         | P                                                                                         | P                                                                                         | P                                                                                         | P                                                                                         | P                                                                                         | P                                                                                         | P                                                                                         | P                                                                                         | P                                                                                         |
| A. Gore     | P                                                                                         | P                                                                                         | P                                                                                         | P                                                                                         | P                                                                                         | P                                                                                         | P                                                                                         | P                                                                                         | P                                                                                         | P                                                                                         | Ab                                                                                        | Ab                                                                                        | Ab                                                                                        |
| P. Simon    | P                                                                                         | P                                                                                         | P                                                                                         | P                                                                                         | P                                                                                         | I                                                                                         | P                                                                                         | N                                                                                         | Ab                                                                                        | Ab                                                                                        | Ab                                                                                        | Ab                                                                                        | Ab                                                                                        |
| R. Gephardt | P                                                                                         | P                                                                                         | P                                                                                         | P                                                                                         | P                                                                                         | P                                                                                         | A                                                                                         | P                                                                                         | Ab                                                                                        | Ab                                                                                        | Ab                                                                                        | Ab                                                                                        | Ab                                                                                        |
| G. Hart     | NC                                                                                        | NC                                                                                        | NC                                                                                        | NC                                                                                        | P                                                                                         | P                                                                                         | P                                                                                         | P                                                                                         | Ab                                                                                        | Ab                                                                                        | Ab                                                                                        | Ab                                                                                        | Ab                                                                                        |
| B. Babbitt  | P                                                                                         | P                                                                                         | P                                                                                         | P                                                                                         | P                                                                                         | Ab                                                                                        | Ab                                                                                        | Ab                                                                                        | Ab                                                                                        | Ab                                                                                        | Ab                                                                                        | Ab                                                                                        | Ab                                                                                        |

### Foros
Hubo un total de 12 foros.
| Número | Fecha                   | Asuntos                                                                 | Ubicación                                        | Patrocinador(es)                                                       | Moderador(es)   | Referencia(s) |
| ------ | ----------------------- | ----------------------------------------------------------------------- | ------------------------------------------------ | ---------------------------------------------------------------------- | --------------- | ------------- |
| 1      | 23 de agosto de 1987    | Política económica                                                      | Iowa State Fair Des Moines, Iowa                 | Iowa State Fair                                                        | Russ Van Dyke   | [ 71 ]        |
| 2      | 8 de noviembre de 1987  | Varios temas                                                            | Iowa City, Iowa                                  | Partido Demócrata de Iowa                                              | Sin moderador   | [ 72 ]        |
| 3      | 20 de diciembre de 1987 | Cuestiones de los ciudadanos del sur de Texas y el valle del Río Grande | Universidad de Texas–Pan American Edinburg,Texas | Universidad de Texas–Pan American Southwest Texas County Judges Assoc. | Gloria Campos   | [ 73 ]        |
| 4      | 20 de enero de 1988     | Cuestiones que afectan a los Afroamericanos y Latinos                   | Des Moines, Iowa                                 | Brown and Black Coalition                                              | Paula Plasencia | [ 74 ]        |
| 5      | 7 de febrero de 1988    | Varios temas                                                            | Cedar Rapids, Iowa.                              | Partido Demócrata de Iowa                                              | Sin moderador   | [ 75 ]        |
| 6      | 13 de febrero de 1988   | Cuestiones sobre los residuos tóxicos                                   | Nashua, Nuevo Hampshire                          | National Campaign Against Toxic Waste                                  | Sin moderador   | [ 76 ]        |
| 7      | 15 de febrero de 1988   | Varios temas                                                            | Mánchester, Nuevo Hampshire                      | Rally Finale Candidates Forum                                          | Sin moderador   | [ 77 ]        |
| 8      | 5 de marzo de 1988      | Varios temas                                                            | Raleigh, Carolina del Norte                      | Partido Demócrata de Carolina del Norte                                | Sin moderador   | [ 78 ]        |
| 9      | 10 de marzo de 1988     | Varios temas                                                            | Roosevelt Center Chicago, Illinois               | WLS-TV Roosevelt Center                                                | John Drury      | [ 79 ]        |
| 10     | 10 de marzo de 1988     | Varios temas                                                            | Hyatt Regency, Chicago, Illinois                 | Partido Demócrata de Illinois                                          | Sin moderador   | [ 80 ]        |
| 11     | 1 de abril de 1988      | Varios temas                                                            | Milwaukee, Wisconsin                             | Partido Demócrata de Wisconsin                                         | Sin moderador   | [ 81 ]        |
| 12     | 17 de abril de 1988     | Varios temas                                                            | Nueva York, Nueva York                           | WNBC-TV                                                                | Gabe Pressman   | [ 82 ]        |

#### Participantes
| Candidato     | P Presente A Ausente I Invitado N No invitado NC No en contienda Ab Abandona la contienda | P Presente A Ausente I Invitado N No invitado NC No en contienda Ab Abandona la contienda | P Presente A Ausente I Invitado N No invitado NC No en contienda Ab Abandona la contienda | P Presente A Ausente I Invitado N No invitado NC No en contienda Ab Abandona la contienda | P Presente A Ausente I Invitado N No invitado NC No en contienda Ab Abandona la contienda | P Presente A Ausente I Invitado N No invitado NC No en contienda Ab Abandona la contienda | P Presente A Ausente I Invitado N No invitado NC No en contienda Ab Abandona la contienda | P Presente A Ausente I Invitado N No invitado NC No en contienda Ab Abandona la contienda | P Presente A Ausente I Invitado N No invitado NC No en contienda Ab Abandona la contienda | P Presente A Ausente I Invitado N No invitado NC No en contienda Ab Abandona la contienda | P Presente A Ausente I Invitado N No invitado NC No en contienda Ab Abandona la contienda | P Presente A Ausente I Invitado N No invitado NC No en contienda Ab Abandona la contienda |
| Candidato     | 1                                                                                         | 2                                                                                         | 3                                                                                         | 4                                                                                         | 5                                                                                         | 6                                                                                         | 7                                                                                         | 8                                                                                         | 9                                                                                         | 10                                                                                        | 11                                                                                        | 12                                                                                        |
| ------------- | ----------------------------------------------------------------------------------------- | ----------------------------------------------------------------------------------------- | ----------------------------------------------------------------------------------------- | ----------------------------------------------------------------------------------------- | ----------------------------------------------------------------------------------------- | ----------------------------------------------------------------------------------------- | ----------------------------------------------------------------------------------------- | ----------------------------------------------------------------------------------------- | ----------------------------------------------------------------------------------------- | ----------------------------------------------------------------------------------------- | ----------------------------------------------------------------------------------------- | ----------------------------------------------------------------------------------------- |
| 'M. Dukakis'  | P                                                                                         | P                                                                                         | P                                                                                         | P                                                                                         | P                                                                                         | A                                                                                         | A                                                                                         | A                                                                                         | P                                                                                         | P                                                                                         | P                                                                                         | P                                                                                         |
| 'J. Jackson'  | P                                                                                         | P                                                                                         | P                                                                                         | P                                                                                         | A                                                                                         | A                                                                                         | P                                                                                         | A                                                                                         | P                                                                                         | P                                                                                         | P                                                                                         | P                                                                                         |
| 'A. Gore'     | P                                                                                         | P                                                                                         | P                                                                                         | A                                                                                         | A                                                                                         | A                                                                                         | A                                                                                         | P                                                                                         | P                                                                                         | P                                                                                         | P                                                                                         | P                                                                                         |
| 'P. Simon'    | P                                                                                         | P                                                                                         | P                                                                                         | P                                                                                         | P                                                                                         | P                                                                                         | P                                                                                         | A                                                                                         | P                                                                                         | P                                                                                         | P                                                                                         | Ab                                                                                        |
| 'R. Gephardt' | P                                                                                         | P                                                                                         | P                                                                                         | P                                                                                         | P                                                                                         | P                                                                                         | A                                                                                         | A                                                                                         | P                                                                                         | P                                                                                         | Ab                                                                                        | Ab                                                                                        |
| 'G. Hart'     | NC                                                                                        | NC                                                                                        | N                                                                                         | A                                                                                         | A                                                                                         | A                                                                                         | A                                                                                         | P                                                                                         | A                                                                                         | A                                                                                         | Ab                                                                                        | Ab                                                                                        |
| 'B. Babbitt'  | P                                                                                         | P                                                                                         | P                                                                                         | P                                                                                         | P                                                                                         | A                                                                                         | P                                                                                         | Ab                                                                                        | Ab                                                                                        | Ab                                                                                        | Ab                                                                                        | Ab                                                                                        |
| 'J. Biden'    | P                                                                                         | Ab                                                                                        | Ab                                                                                        | Ab                                                                                        | Ab                                                                                        | Ab                                                                                        | Ab                                                                                        | Ab                                                                                        | Ab                                                                                        | Ab                                                                                        | Ab                                                                                        | Ab                                                                                        |

## Cronología

### 1987

#### Febrero
- 23 de febrero: El representante Dick Gephardt de Misuri anuncia su candidatura en San Luis, Misuri.[83][84][85]

#### Marzo
- 10 de marzo: El exgobernador Bruce Babbitt de Arizona anuncia su candidatura en Phoenix, Arizona.[86]

#### Abril
- 11 de abril: El senador Al Gore de Tennessee anuncia su candidatura en Carthage, Tennessee.[87][88]
- 13 de abril: El senador Gary Hart de Colorado anuncia su candidatura en Denver, Colorado.[89][90]
- 29 de abril: El gobernador Michael Dukakis de Massachusetts anuncia su candidatura en Mánchester, Nuevo Hampshire.[91][92]

#### Mayo
- 8 de mayo: Gary Hart suspende su campaña por primera vez, una semana después de que saliera a la luz su relación extramatrimonial con Donna Rice.[93]
- 18 de mayo: El senador Paul Simon de Illinois anuncia su candidatura en Carbondale, Illinois.[94][95]

#### Junio
- 5 de junio: La representante Pat Schroeder anuncia la formación de un comité exploratorio en una llamada con un reportero de Associated Press.[96]
- 8 de junio: El ex Gran Mago del Ku Klux Klan David Duke anuncia su candidatura en las escaleras del Capitolio del Estado de Georgia en Atlanta, Georgia.[97][98]
- 9 de junio: El senador Joe Biden de Delaware anuncia su candidatura en Wilmington, Delaware.[99]

#### Agosto
- 23 de agosto: El foro "Iowa State Fair" se llevó a cabo con 7 de los candidatos presentes.[100]

#### Septiembre
- 23 de septiembre:
  - Joe Biden suspende su campaña.[101]
  - Debate entre 6 de los candidatos toma lugar en Davenport, Iowa.[102]
- 28 de septiembre: Pat Schroeder anuncia que no va a presentarse a las primarias demócratas.[103][104]

#### Octubre
- 5 de octubre: Debate entre 6 de los candidatos toma lugar en Miami, Florida.[105]
- 10 de octubre: El activista Jesse Jackson anuncia su candidatura en Raleigh, Carolina del Norte.[106]

#### Noviembre
- 2 de noviembre: Debate entre 6 de los candidatos toma lugar en Nueva Orleans, Luisiana.[107]
- 8 de noviembre: En la "Jefferson–Jackson Dinner" que se llevó a cabo en Iowa City, contó con 6 de los candidatos presentes.[108]
- 23 de noviembre: El representante Douglas Applegate de Ohio anuncia su candidatura en una entrevista con el periódico News-Journal, en la cual declara que su único objetivo es ganar su distrito de Ohio en las primarias.[109][110]

#### Diciembre
- 1 de diciembre: Debate entre 6 de los candidatos (también participaron 6 de los candidatos de las primarias republicanas) toma lugar en Washington D. C.[111]
- 15 de diciembre: El exsenador Gary Hart de Colorado anuncia su reentrada a las primarias en Concord, Nuevo Hampshire.[112]
- 20 de diciembre: El foro sobre las preocupaciones de los ciudadanos del sur de Texas y el valle del Río Grande se llevó a cabo en Edinburg, Texas, con 6 de los candidatos presentes.[113]

### 1988

#### Enero
- 20 de enero: El foro "Brown and Black Coalition" se llevó a cabo en Des Moines, Iowa, con 5 de los candidatos presentes.[114]
- 24 de enero: Debate entre 7 de los candidatos toma lugar en Durham, Nuevo Hampshire.[115]

#### Febrero
- 7 de febrero: El "desayuno de panqueques del Partido democrata" se llevó a cabo en Cedar Rapids, Iowa, con 4 de los candidatos presentes.[116]
- 8 de febrero: Gephardt gana las Asambleas de Iowa.[117]
- 13 de febrero: El foro de la "National Campaign Against Toxic Waste" se llevó a cabo en Nashua, Nuevo Hampshire, con 2 de los candidatos presentes.[116]
- 15 de febrero: El foro "Rally Finale" se llevó a cabo en Mánchester, Nuevo Hampshire, con 3 de los candidatos presentes (también participaron 2 de los candidatos de las primarias republicanas).[118]
- 16 de febrero:
  - Dukakis gana la primaria de Nuevo Hampshire.[117]
  - Bruce Babbitt suspende su campaña.[119][120]
- 18 de febrero: Debate entre 5 de los candidatos toma lugar en Dallas, Texas.[121]
- 23 de febrero:
  - Gephardt gana la primaria de Dakota del Sur.[117]
  - Dukakis gana las asambleas de Minnesota.[117]
- 28 de febrero:
  - Dukakis gana las asambleas de Maine.[117]
  - Debate entre 4 de los candidatos toma lugar en Houston, Texas.[122]
- 29 de febrero: Debate entre 5 de los candidatos toma lugar en Williamsburg, Virginia.[123]

#### Marzo
- 1 de marzo: Dukakis gana la primaria de preferencia de Vermont (No vinculante en la selección de delegados).[124]
- 5 de marzo:
  - Gore gana las asambleas de Wyoming.[117]
  - En la "Jefferson-Jackson dinner" que se llevó a cabo en Chicago, Illinois, contó con 2 de los candidatos presentes.[125]
- 8 de marzo:
  - Se celebra el Supermartes, también conocido en estas elecciones como el Supermartes Sureño, al contener la mayor parte de estados del sur. Estos estados acordaron celebrar todos sus votaciones un día al inicio de las primarias con la finalidad de que la región tuviera más influencia en quien se convertiría en el nominado.[126][127]
  - Dukakis gana las primarias de Florida, Maryland, Massachusetts, Rhode Island, Texas, Washington y las asambleas de Hawái, Idaho y Samoa Americana.[117]
  - Gore gana las primarias de Arkansas, Kentucky, Carolina del Norte, Oklahoma, Tennessee y las asambleas de Nevada.[117]
  - Jackson gana las primarias de Alabama, Georgia, Luisiana, Misisipi, Virginia y las asambleas de Texas.[117][128]
  - Gephardt gana la primaria de Misuri.[117]
- 10 de marzo:
  - Jackson gana las asambleas de Alaska.[117]
  - Un "Town hall meeting" se llevó a cabo en Mánchester, Nuevo Hampshire, con 5 de los candidatos presentes.[129]
  - La "Illinois Democratic Unity Dinner" se llevó a cabo en Chicago, Illinois, con 5 de los candidatos presentes.[130]
- 11 de marzo: Gary Hart suspende su campaña por segunda vez.[131]
- 12 de marzo:
  - Jackson gana las asambleas de Carolina del Sur.[117]
  - Asambleas de Virginia (Repartición de los delegados de la primaria de Virginia).[132][131]
- 13 de marzo:
  - David Duke suspende su campaña al aceptar la nominación para ser el candidato del Partido Populista.[133]
  - Dukakis gana las asambleas de Dakota del Norte[117]
- 15 de marzo: Simon gana la primaria de Illinois.[117]
- 19 de marzo: Dukakis gana las asambleas de Kansas.[117]
- 20 de marzo: Jackson gana la primaria de Puerto Rico.[117]
- 22 de marzo: Dukakis gana la primaria de Democrats Abroad.[117]
- 26 de marzo: Jackson gana las Asambleas de Míchigan.[117]
- 29 de marzo:
  - Dukakis gana la primaria de Connecticut.[117]
  - Dick Gephardt suspende su campaña.[134]

#### Abril
- 1 de abril: En la "Jefferson-Jackson dinner" que se llevó a cabo en Milwaukee, Wisconsin, contó con 4 de los candidatos presentes.[135]
- 2 de abril: Jackson gana las asambleas de las Islas Vírgenes de los Estados Unidos.
- 4 de abril: Dukakis gana las asambleas de Colorado.[117]
- 5 de abril: Dukakis gana la primaria de Wisconsin.[117]
- 7 de abril: Paul Simon suspende su campaña.[136]
- 14 de abril: Debate entre 3 de los candidatos toma lugar en Nueva York.[137]
- 16 de abril:
  - Dukakis gana las asambleas de Arizona.[117]
  - Debate entre 3 de los candidatos toma lugar en Rochester, Nueva York.[138]
- 17 de abril: El programa "News Forum" que se llevó a cabo en Nueva York, Nueva York, contó con 3 de los candidatos presentes.[139]
- 18 de abril: Jackson gana las asambleas de Delaware.[117][140]
- 19 de abril:
  - Dukakis gana la primaria de Nueva York.[117]
  - Jackson gana las asambleas de Vermont.[102]
- 21 de abril: Al Gore suspende su campaña.[141]
- 22 de abril: Debate entre 2 de los candidatos toma lugar en Filadelfia, Pensilvania.[142]
- 23 de abril: Debate entre 2 de los candidatos toma lugar en Munhall, Pensilvania.[143]
- 24 de abril: Asambleas de Guam.[131]
- 25 de abril: Dukakis gana las asambleas de Utah.[117]
- 26 de abril: Dukakis gana la primaria de Pensilvania.[117]

#### Mayo
- 3 de mayo:
  - Dukakis gana las primarias de Indiana y Ohio.[117]
  - Jackson gana la primaria del Distrito de Columbia[117]
- 10 de mayo: Dukakis gana las primarias de Nebraska y Virginia Occidental.[117]
- 17 de mayo: Dukakis gana la primaria de Oregón.[117]
- 24 de mayo: Dukakis gana la primaria de preferencia de Idaho (No vinculante en la selección de delegados).[117]
- 25 de mayo: Debate entre 2 de los candidatos toma lugar en San Francisco, California.[144]

#### Junio
- 7 de junio: Dukakis gana las primarias de California, Montana, Nueva Jersey y Nuevo México.[117]
- 9 de junio: Dukakis sorpasso los 2053 delegados necesarios para ganar la nominación.[145]
- 14 de junio: Dukakis gana la primaria de preferencia de Dakota del Norte (No vinculante en la selección de delegados).[146]

#### Julio
- 12 de julio: Dukakis anuncia al senador Lloyd Bentsen de Texas como su compañero de ticket.[147]
- 18-21 de julio: Se llevó a cabo la Convención Nacional Demócrata. Los delegados nominaron a Michael Dukakis para presidente y Lloyd Bentsen para vicepresidente en las elecciones presidenciales de Estados Unidos de 1988.[148]

### Gráfica
La siguiente gráfica detalla la duración de las campañas de los candidatos desde que se anunciaron hasta que se suspendieron tomando como punto de partida las elecciones de medio mandato de 1986.
|  | \| \| Nominado \| \| \| Comité exploratorio \| \| \| Campaña suspendida \| \| \| Elecciones de medio mandato \| \| \| Asambleas de Iowa \| \| \| Primaria de Nuevo Hampshire \| \| \| Supermartes \| \| \| Primaria de Connecticut \| \| \| Primaria de Pensilvania \| \| \| Convención Nacional Demócrata \| \| \| Elecciones presidenciales \| |
|  | Nominado |
|  | Comité exploratorio |
|  | Campaña suspendida |
|  | Elecciones de medio mandato |
|  | Asambleas de Iowa |
|  | Primaria de Nuevo Hampshire |
|  | Supermartes |
|  | Primaria de Connecticut |
|  | Primaria de Pensilvania |
|  | Convención Nacional Demócrata |
|  | Elecciones presidenciales |

## Calendario de elecciones primarias y asambleas

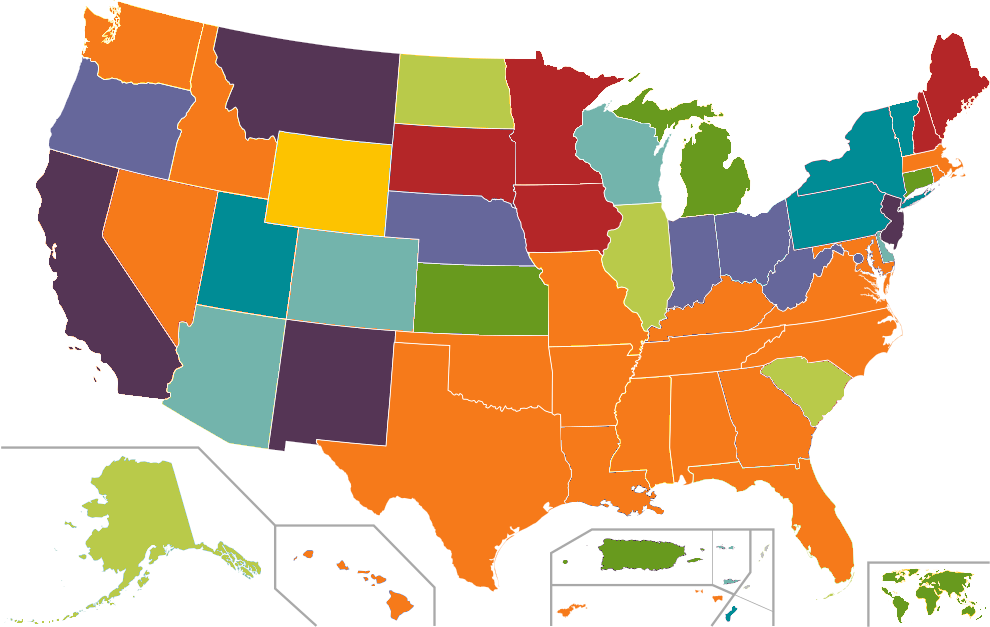
Fechas programadas de elecciones primarias y asambleas
Febrero
5 de marzo
8 de marzo (Supermartes)
10-15 de marzo
19-29 de marzo
2-18 de abril
19-26 de abril
Mayo
Junio

El calendario previsto para la realización de las elecciones primarias y asambleas (o caucus en inglés) por estado están programadas de la siguiente manera:
| Fecha                    | Primarias/Asambleas |
| ------------------------ | --- |
| 8 de febrero             | Asambleas de Iowa |
| 16 de febrero            | Primaria de Nuevo Hampshire |
| 23 de febrero            | Asambleas de Minnesota Primaria de Dakota del Sur |
| 28 de febrero            | Asambleas de Maine |
| 1 de marzo               | Primaria de preferencia de Vermont (No vinculante en la selección de delegados) |
| 5 de marzo               | Asambleas de Wyoming |
| 8 de marzo (Supermartes) | Primaria de Alabama Asambleas de Samoa Americana Primaria de Arkansas Primaria de Florida Primaria de Georgia Asambleas de Hawái Asambleas de Idaho Primaria de Kentucky Primaria de Luisiana Primaria de Maryland Primaria de Massachusetts Primaria de Misisipi Primaria de Misuri Asambleas de Nevada Primaria de Carolina del Norte Primaria de Oklahoma Primaria de Rhode Island Primaria de Tennessee Primaria y Asambleas de Texas Primaria de preferencia de Virginia (Vinculante) Asambleas de Washington |
| 10 de marzo              | Asambleas de Alaska |
| 12 de marzo              | Asambleas de Carolina del Sur Asambleas de Virginia (Repartición de los delegados de la primaria de Virginia) |
| 13 de marzo              | Asambleas de Dakota del Norte |
| 15 de marzo              | Primaria de Illinois |
| 19 de marzo              | Asambleas de Kansas |
| 20 de marzo              | Primaria de Puerto Rico |
| 22 de marzo              | Democrats Abroad |
| 26 de marzo              | Asambleas de Míchigan |
| 29 de marzo              | Primaria de Connecticut |
| 2 de abril               | Asambleas de las Islas Vírgenes de los Estados Unidos |
| 4 de abril               | Asambleas de Colorado |
| 5 de abril               | Primaria de Wisconsin |
| 16 de abril              | Asambleas de Arizona |
| 18 de abril              | Asambleas de Delaware |
| 19 de abril              | Primaria de Nueva York Asambleas de Vermont |
| 24 de abril              | Asambleas de Guam |
| 25 de abril              | Asambleas de Utah |
| 26 de abril              | Primaria de Pensilvania |
| 3 de mayo                | Primaria del Distrito de Columbia Primaria de Indiana Primaria de Ohio |
| 10 de mayo               | Primaria de Nebraska Primaria de Virginia Occidental |
| 17 de mayo               | Primaria de Oregón |
| 24 de mayo               | Primaria de preferencia de Idaho (No vinculante en la selección de delegados) |
| 7 de junio               | Primaria de California Primaria de Montana Primaria de Nueva Jersey Primaria de Nuevo México |
| 14 de junio              | Primaria de preferencia de Dakota del Norte (No vinculante en la selección de delegados) |

## Resultados
En el Caucus de Iowa, Gephardt terminó primero, Simon terminó segundo y Dukakis terminó tercero. En las primarias de New Hampshire, Dukakis terminó primero, Gephardt terminó segundo y Simon terminó tercero. Dukakis y Gore hicieron una dura campaña contra Gephardt con anuncios negativos y, finalmente, United Auto Workers se retractó de su respaldo a Gephardt, que dependía en gran medida del respaldo de los sindicatos.
En las votaciones del Súper Martes, Dukakis ganó seis primarias, Gore cinco, Jackson cinco y Gephardt una, con Gore y Jackson dividiéndose los estados del sur. La semana siguiente, Simon ganó Illinois. Las primarias de 1988 está empatado con las de 1992 por ser las que tienen la mayor cantidad de candidatos que ganaron algún estado desde las reformas de McGovern de 1971. El esfuerzo de Gore por pintar a Dukakis como demasiado liberal para las elecciones generales resultó infructuoso y finalmente se retiró. Jackson se centró más en obtener suficientes delegados para asegurarse de que los intereses afroamericanos estuvieran representados en la plataforma que en ganar. Dukakis finalmente emergió como el candidato del partido.

### Delegados
|  | 42.75 % |

|  | 29.12 % |

|  | 13.70 % |

|  | 4.43 % |

|  | 6.05 % |

|  | 1.69 % |

|  | 1 % |

|  | 0.77 % |

|  | 0.45 % |

|  | 0.2 % |

|  | 0.1 % |

|  | 0.1 % |

### Por estado
|  | 31.31% |

|  | 35.89% |

|  | 33.86% |

|  | 43.55% |

|  | 36.25% |

|  | 29.66% |

|  | 43.56% |

|  | 37.33% |

|  | 41.05% |

|  | 39.80% |

|  | 54.59% |

|  | 37.89% |

|  | 45.80% |

|  | 35.44% |

|  | 47% |

|  | 58.58% |

|  | 44.70% |

|  | 57.84% |

|  | 29.98% |

|  | 34.66% |

|  | 41.40% |

|  | 69.96% |

|  | 72.33% |

|  | 32.81% |

|  | 41.04% |

|  | 45.14% |

|  | 56% |

|  | 38.89% |

|  | 34.89% |

|  | 53.70% |

|  | 42.32% |

|  | 36.39% |

|  | 50.78% |

|  | 41.5% |

|  | 53.74% |

|  | 58.12% |

|  | 94.49% |

|  | 45.09% |

|  | 47.64% |

|  | 54.11% |

|  | 45.77% |

|  | 50.88% |

|  | 45.71% |

|  | 82.61% |

|  | 66.49% |

|  | 69.75% |

|  | 62.87% |

|  | 80% |

|  | 62.92% |

|  | 74.77% |

|  | 56.83% |

|  | 60.88% |

|  | 68.67% |

|  | 63.40% |

|  | 60.96% |

## Controversias

#### El escándalo Hart-Rice

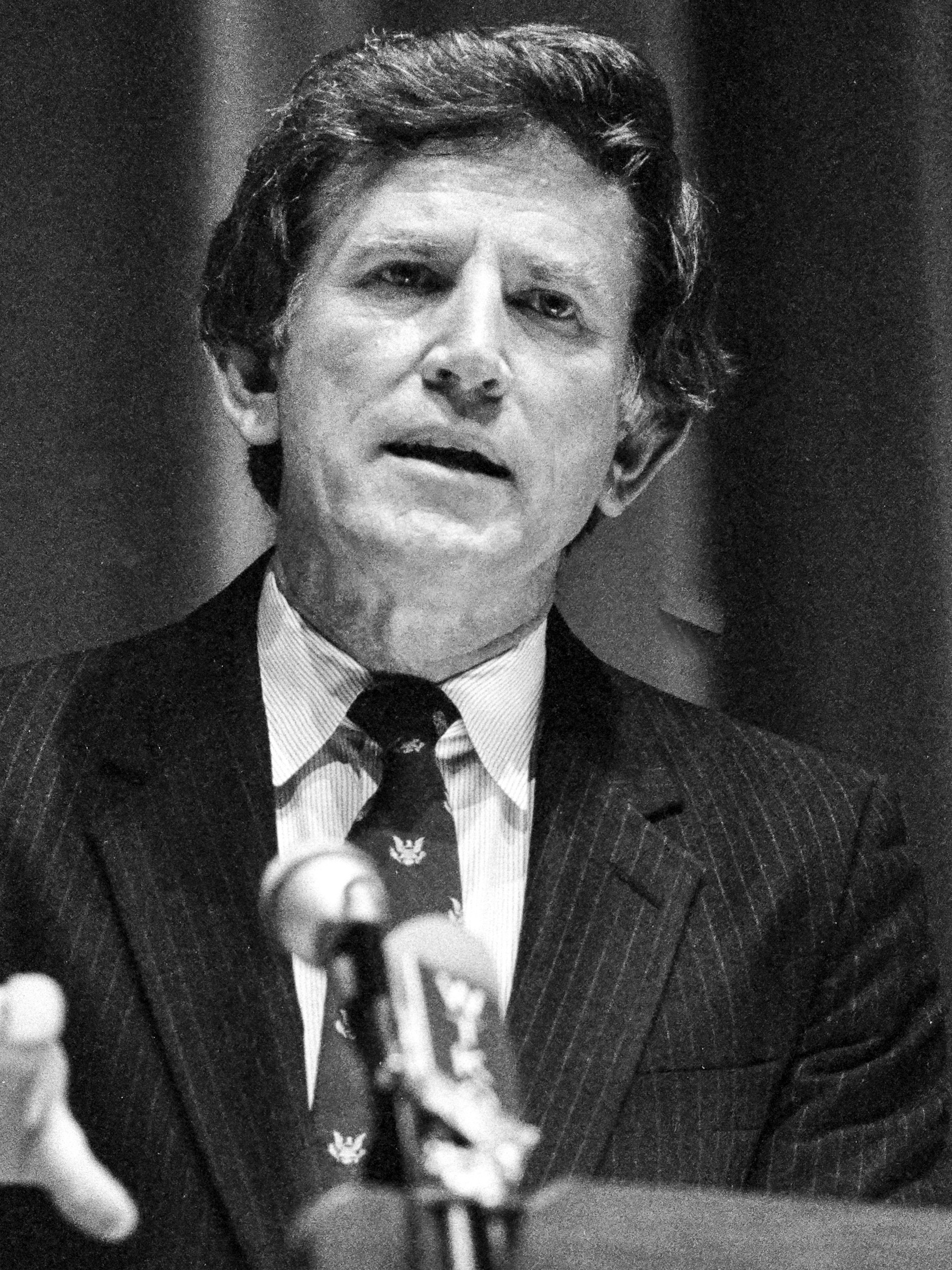
El exsenador estadounidense Gary Hart pronuncia un discurso en 1987. Hart fue el finalista de la nominación demócrata de 1984 y el principal candidato de 1988, pero su campaña fracasó y colapsó después de las revelaciones de una relación extramatrimonial.

El principal candidato demócrata durante la mayor parte de 1987 fue el exs enador de Colorado Gary Hart. Hart había tenido una gran actuación en las primarias de 1984 y, después de la derrota de Mondale en las elecciones presidenciales, se había posicionado como el centrista moderado que muchos demócratas sentían que su partido necesitaba ganar.
Sin embargo, los rumores sobre posibles relaciones extramatrimoniales y sobre deudas pasadas persiguieron la campaña de Hart. Uno de los grandes mitos es que el senador Hart desafió a los medios a "put a tail on me" (ponerle una cola) y que los reporteros luego aceptaron ese desafío. De hecho, Hart le había dicho a Eugene Joseph Dionne de The New York Times que si los reporteros lo seguían, "se aburrirían". Sin embargo, en una investigación separada, el Miami Herald afirmó haber recibido un aviso anónimo de un amigo de la modelo Donna Rice, que Rice estaba en una relación con Hart. Fue solo después de que se descubrió a Hart, que los reporteros del Herald encontraron la cita de Hart en una preimpresión de The New York Times Magazine.
El 8 de mayo de 1987, una semana después de que saliera a la luz la historia de Donna Rice, Hart se retiró de la carrera.
En diciembre de 1987, Hart sorprendió a muchos expertos políticos al reanudar su campaña presidencial. Volvió a liderar las encuestas para la nominación demócrata, tanto a nivel nacional como en Iowa. Sin embargo, las acusaciones de adulterio y los informes de irregularidades en el financiamiento de su campaña habían asestado un golpe fatal a su candidatura, y le fue mal en las primeras primarias antes de abandonar nuevamente.
El escándalo de Hart se representaría más tarde en la película de 2018 El candidato (The Front Runner), con Hugh Jackman interpretando a Hart.

#### Escándalos de plagio de Biden

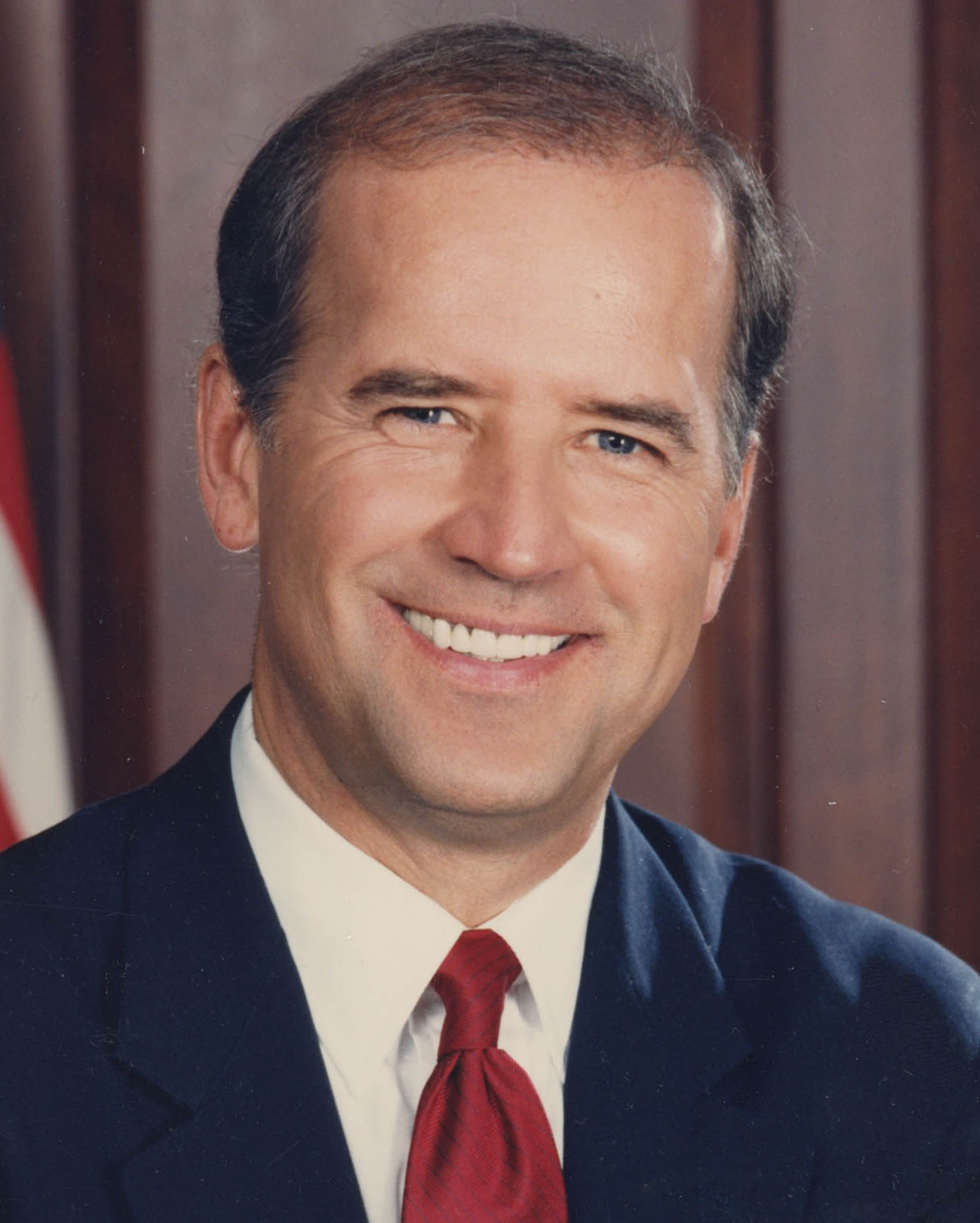
El senador Joe Biden fue otro de los primeros contendientes que se vio obligado a retirarse antes de las primarias cuando varios escándalos de plagio descarrilaron su candidatura.

El senador por Delaware Joe Biden lideró una campaña altamente competitiva que terminó en controversia cuando el entonces líder del Partido Laborista Británico, Neil Kinnock, lo acusara de plagiar un discurso. Aunque Biden había acreditado correctamente al autor original en todos los discursos, menos en uno, el que no mencionó al autor fue grabado en video y enviado a la prensa por miembros de la campaña de Dukakis. En el video, se filma a Biden repitiendo un discurso de Kinnock, con solo modificaciones menores. Michael Dukakis reconoció más tarde que su campaña fue responsable de la filtración de la cinta y dos miembros de su personal renunciaron.
También se descubrió que Biden había sido culpable de plagio años antes, mientras estudiaba en la Facultad de Derecho de la Universidad de Syracuse en la década de 1960. Aunque Biden profesó su integridad, la impresión persistente en los medios como resultado de este doble golpe lo llevaría a abandonar la campaña. Suspendió formalmente su campaña el 28 de septiembre de 1987.
La Junta de Responsabilidad Profesional de la Corte Suprema de Delaware luego absolvió a Biden de los cargos de plagio de la facultad de derecho.
Después de las campañas presidenciales de 2008 y 2020, Biden fue elegido vicepresidente en 2008 y presidente en 2020.

## Efecto en la cultura popular
Mientras concurrían estas primarias se grabó el falso documental Tanner '88, sobre un supuesto representante de Míchigan llamado Jack Tanner interpretado por Michael Murphy cuyo objetivo era ganar las primarias demócratas y convertirse en presidente de los estados unidos. El falso documental contó con cameos y entrevistas con varios candidatos de las primarias demócrata y republicana, como Jesse Jackson, Gary Hart, Bob Dole e incluso con Kitty Dukakis, mujer de Michael Dukakis el ganador de las primarias demócratas.